# Indywidualne Mistrzostwa Szwecji na Żużlu 2007
Indywidualne Mistrzostwa Szwecji na Żużlu 2007 – cykl turniejów żużlowych, mających wyłonić najlepszych żużlowców szwedzkich. Tytuł wywalczył Andreas Jonsson (Dackarna Målilla).

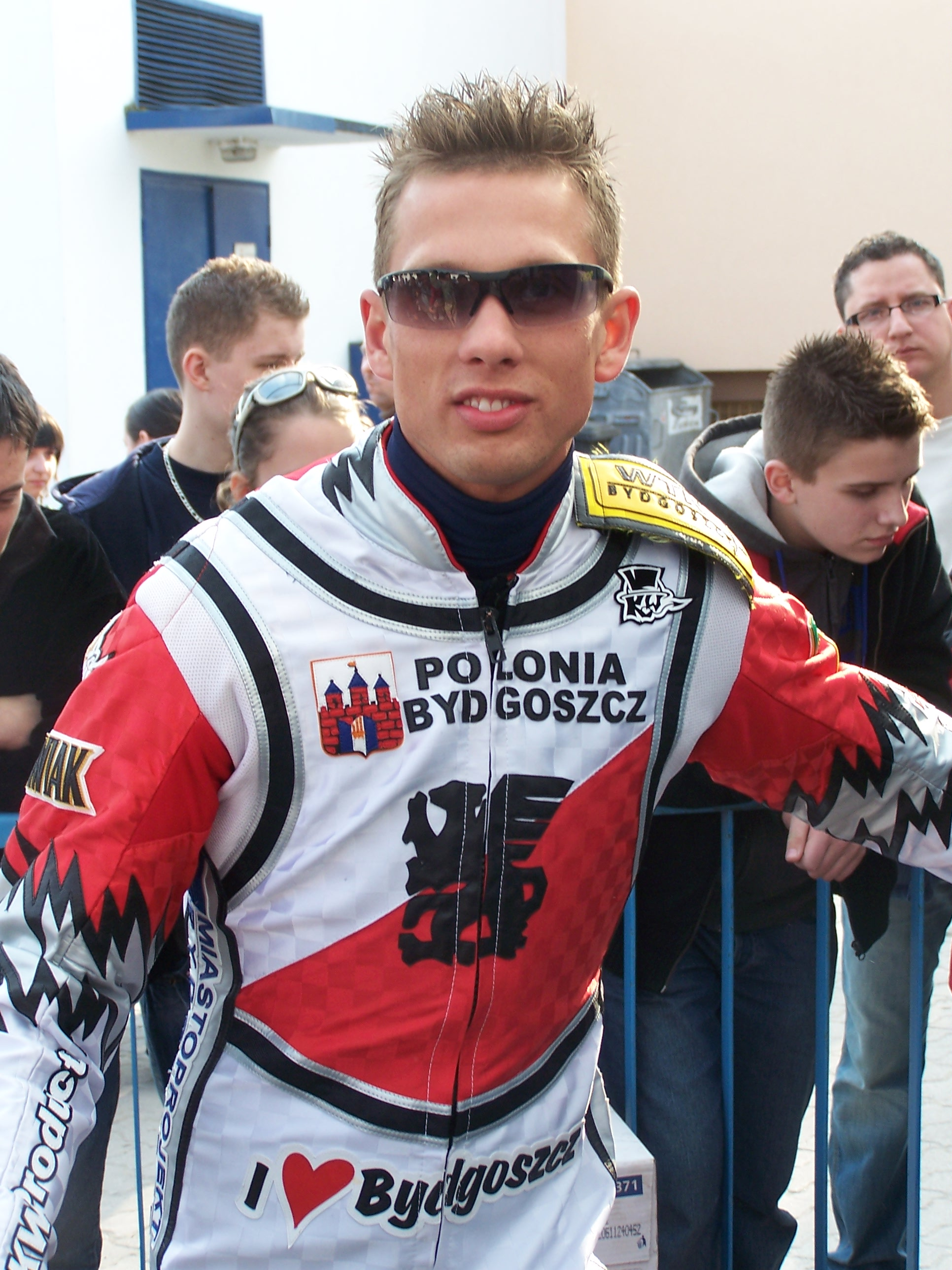
Andreas Jonsson – mistrz Szwecji 2007

## Finał
- Kumla, 1 września 2007

| Msc. | Zawodnik             | Klub        | Pkt       |                |  |
| ---- | -------------------- | ----------- | --------- | -------------- |  |
| 1    | Andreas Jonsson      | Dackarna    | 13 +1+3+3 | (2,3,3,3,2)    |  |
| 2    | Jonas Davidsson      | Rospiggarna | 13 +2+2   | (2,3,3,2,3)    |  |
| 3    | Peter Karlsson       | Dackarna    | 14 +1     | (3,2,3,3,3)    |  |
| 4    | Mikael Max           | Piraterna   | 13 +3+0   | (3,3,2,3,3)    |  |
| 5    | Magnus Zetterström   | Indianerna  | 11 +2     | (3,2,2,2,2)    |  |
| 6    | Fredrik Lindgren     | Dackarna    | 7 +1      | (d,d,1,3,3)    |  |
| 7    | Niklas Klingberg     | Örnarna     | 10 +0     | (3,3,0,1,3)    |  |
| 8    | Robert Eriksson      | Valsarna    | 7         | (2,1,1,1,2)    |  |
| 9    | rez. Andreas Messing | Rospiggarna | 6         | (3,2,1)        |  |
| 10   | Peter Ljung          | Vetlanda    | 6         | (0,2,2,2,0)    |  |
| 11   | Freddie Eriksson     | Griparn     | 5         | (1,2,1,0,1)    |  |
| 12   | Simon Gustafsson     | Indianerna  | 4         | (0,0,2,1,1)    |  |
| 13   | Andreas Bergström    | Vargarna    | 4         | (2,1,0,1,0)    |  |
| 14   | Kim Nilsson          | Hammarby    | 3         | (1,1,0,0,1)    |  |
| 15   | Andreas Lekander     | Griparna    | 2         | (1,0,1,0,0)    |  |
| 16   | David Ruud           | Lejonen     | 1         | (0,1,u/ns,–,–) |  |
| 17   | Tomas H. Jonasson    | Vetlanda    | 1         | (1,d,w,–,–)    |  |

Bieg po biegu:
1. Karlsson, Davidsson, Nilsson, Gustafsson
2. Zetterström, Bergström, Lekander, Lindgren (d)
3. Klingberg, R.Eriksson, F.Eriksson, Ruud
4. Max, Jonsson, Jonasson, Ljung
5. Klingberg, Ljung, Nilsson, Lekander
6. Max, Zetterström, R.Eriksson, Gustafsson
7. Davidsson, F.Eriksson, Bergström, Jonasson (d)
8. Jonsson, Karlsson, Ruud, Lindgren (d)
9. Jonsson, Zetterström, F.Eriksson, Nilsson
10. Messing, Gustafsson, Lekander, Ruud (u/-), Jonasson (w/su)
11. Davidsson, Max, Lindgren, Klingberg
12. Karlsson, Ljung, R.Eriksson, Bergström
13. Max, Messing, Bergström, Nilsson
14. Lindgren, Ljung, Gustafsson, F.Eriksson
15. Jonsson, Davidsson, R.Eriksson, Lekander
16. Karlsson, Zetterström, Klingberg
17. Lindgren, R.Eriksson, Nilsson
18. Klingberg, Jonsson, Gustafsson, Bergström
19. Davidsson, Zetterström, Messing, Ljung
20. Karlsson, Max, F.Eriksson, Lekander
21. Bieg dodatkowy o dwa miejsca w finale: Max, Davidsson, Jonsson
22. Bieg barażowy (zawodnicy z miejsc 4-7, zwycięzca do finału): Jonsson, Zetterström, Lindgren, Klingberg
23. Finał: Jonsson, Davidsson, Karlsson, Max